# Simone Pepe
Simone Pepe (Albano Laziale, 30 de agosto de 1983) é um ex-futebolista italiano que atuava como ponta.

## Carreira
Pepe iniciou sua carreira como jogador nas categorias de base da Roma, estreando profissionalmente em 2001. Em janeiro de 2002, ele foi emprestado ao Lecco e, em junho do mesmo ano, ao Teramo.
Em 2003, Simone foi comprado pelo Palermo. No mesmo ano, o clube de Palermo voltou a Serie A. Ainda no mesmo ano, Simone foi emprestado por uma temporada ao Piacenza, para ganhar mais experiência na elite italiana. Voltou na temporada seguinte como "homem gol", tendo que substituir ninguém menos que Luca Toni. No entanto, acabou disputando apenas seis partidas, sem marcar nenhum tento.
Na temporada seguinte, Pepe se transferiu para à Udinese. Mas, acabou não tendo muitas chances e, foi emprestado ao Cagliari por uma temporada. Regressou na temporada seguinte, aonde começou a ganhar mais chances, tendo marcando seu primeiro gol na elite italiana contra seu antigo clube, o Palermo, no dia 18 de novembro de 2006.
Após defender a Udinese nas últimas três temporadas, acertou um contrato de empréstimo com a Juventus, que pagou dois milhões e meio de euros, com direito de compra ao término da temporada, por sete milhões e meio.
Após 5 temporadas pela Juventus, Pepe decidiu buscar novos ares, e em 2015, assinou pelo Chievo, em uma negociação cujos valores e tempo de contrato não foram divulgados.
Após um temporada pelo Chievo, assinou com o Pescara. Depois de uma temporada e apenas 12 jogos, sem nenhum gol marcado, decidiu retirar-se dos gramados, aos 34 anos.

## Seleção Italiana
Pepe defendeu as categorias de base da Itália. Pela Seleção Italiana principal, Pepe estreou no dia 11 de outubro de 2008, em um empate em 0 a 0, contra à Bulgária, pelas eliminatórias da Copa do Mundo de 2010. Sua primeira vitória com a seleção, foi contra Montenegro, quatro dias depois de sua estreia pela Azzurra.

## Títulos
Palermo
- Serie B: 2003–04

Juventus
- Serie A: 2011–12, 2012–13, 2013–14, 2014–15, 2015–16
- Supercopa da Itália: 2012, 2013
- Coppa Italia: 2014–15